# Dek siw
Dek siw (tiếng Thái: เด็กซิ่ว) có nghĩa là "học sinh lỗi thời" và chỉ đến đối tượng học sinh vừa mới tốt nghiệp THPT nhưng hiện tại vẫn chưa trúng tuyển một trường đại học nào. Dek siw dành một năm trời (hoặc nhiều hơn thế) để ôn luyện tại nhà hoặc tại các lò luyện thi nhằm hi vọng sẽ có kết quả tốt hơn ở các kỳ thi GAT-PAT, O-Net và những kỳ thi ở trung ương, hướng tới một cơ hội khả quan hơn để được nhận vào một trường đại học top đầu.